# Вторая битва при Ольмедо
Вторая битва при Ольмедо произошла 20 августа 1467 года возле Ольмедо в Кастилии (в настоящее время в провинции Вальядолид, Испания) между Энрике IV Кастильским и его сводным братом Альфонсо, принцем Астурийским.
Войска Альфонсо продвинулись на восток вдоль долины Дуэро в направлении центральной Кастилии, в то время как войска, верные Энрике, двинулись на север из Куэльяра в сторону Медины-дель-Кампо, чтобы попытаться отрезать их: две армии встретились возле Ольмедо.
Войска Энрике состояли из:
- в авангарде Педро де Веласко, его братья Луис и Санчо и его двоюродный брат Хуан;
- во второй строке маркиз Сантильяна с его братьями Уртадо и Педро (который был епископом Калаорры) вместе с королевской гвардией под командованием Хуана Фернандеса Галиндо;
- арьергард под командованием Бельтран де ла Куэва.

Заметным отсутствием среди войск Энрике был Хуан Пачеко, который был занят обеспечением своего руководства над Орденом Сантьяго.
С принцем Альфонсо сражались войска архиепископа Толедского, архиепископа Севильского, графов Луны, Пласенсиа и Рибадео, а также орден Калатравы.
Результат битвы не совсем ясен, поскольку обе стороны объявили о своей победе, хотя войска Энрике превосходили по силе. Однако после битвы Энрике потерял поддержку Педро Ариаса де Авилы и графа Альбы, последний завоевал покровительство маркиза Вильены и архиепископа Толедского.